# دان لوی
دان لوی (انگلیسی: Don Levy; ۱ ژانویهٔ ۱۹۳۲ – ۱ ژانویهٔ ۱۹۸۷) کارگردان فیلم، و تهیه‌کننده فیلم اهل استرالیا بود.